# Лютинск
Лютинск (укр. Лютинськ) — село, центр Лютинского сельского совета Дубровицкого района Ровненской области Украины.
Население по переписи 2001 года составляло 1307 человек. Почтовый индекс — 34140. Телефонный код — 3658. Код КОАТУУ — 5621884601.

## Местный совет
34140, Ровненская обл., Дубровицкий р-н, с. Лютинск, ул. Центральная, 146.